# 德川壽千代
德川壽千代（1860年4月1日—1865年3月1日），御三卿田安德川家第6代當主。

## 生平
德川壽千代在安政七年三月十一（1860年4月1日）於田安邸出生，是德川慶賴的長子，三年後父親因承受安政大獄責任而被迫隱居，3歲的他因而就任田安家家督。
不過，壽千代繼承田安家僅僅兩年就在元治二年二月初四（1865年3月1日）夭折了，次日弟弟龜之助繼承田安家。